# Реликтовая чайка
Рели́ктовая ча́йка (лат. Ichthyaetus relictus) — вид птиц из рода Ichthyaetus семейства чайковых (Laridae). Редкий вид, находящийся под угрозой исчезновения. Эта чайка была описана шведским зоологом Эйнаром Лённбергом как подвид черноголовой чайки (Larus melanocephalus relictus) на основании одного экземпляра, добытого в 1929 году во Внутренней Монголии в нижнем течении реки Эдзин-Гол. Позже предполагалось, что это уклоняющийся по окраске экземпляр буроголовой чайки или гибрид между черноголовым хохотуном и буроголовой чайкой. Окончательно видовой статус этой чайки был установлен Э. М. Ауэзовым в начале 1970-х годов<. Первоначально этот вид относили к роду Larus, однако в 2005 году после ревизии чаек Международный союз орнитологов выделил его вместе с рядом других видов в род Ichthyaetus.

## Описание
Реликтовая чайка достигает величины от 44 до 45 см. Самец и самка похожи. Голова и почти вся шея чёрные, кроме светло-коричневого места между клювом и глазами. Поверх и ниже тёмных красно-коричневых глаз можно узнать белое пятно. Верх светло-серый. Гузка белая. Крылья светло-серые с чёрными каёмками на маховых перьях. Низ и хвост белые. В зимнем оперении голова белая. Кольцо вокруг глаз, клюв и ноги тёмно-красные. У молодых птиц голова белая с коричневыми крапинами. Клюв тёмно-коричневый в начале, причём основание под клювом светлее и позже становится оранжево-красным. Ноги тёмно-серые. Кольцо вокруг глаз чёрное.

## Распространение

### Гнездовой ареал
Гнездовые колонии распределены очень спорадично на большой территории. Численность гнездовых колоний сильно варьирует из года в год, и сильно зависит от условий гнездования. До последнего времени были известны всего три относительно устойчивые колонии в Казахстане, России и Китае, удалённые друг от друга на тысячи километров, причём одна из них (в России) в настоящее время не существует. Впервые подтверждённая гнездовая колония этого вида обнаружена на озере Алаколь в 1969 году в Казахстане. В 1984 году одна пара этого вида с птенцом отмечена на островах озера Балхаш (Казахстан), ни до, ни после этого гнездование там не регистрировалось. В 2005 году Г. В. Бойко обнаружил колония из 20—30 гнёзд реликтовых чаек  на маленьком плоском острове (30 × 40 м) посреди озера Аксор (51°27' с. ш. 77°51' в. д.) в восточных окрестностях пос. Аккулы (бывшее Лебяжье) Павлодарской области Казахстан. В 2017 году данные Г. В. Бойко о гнездовании в Павлодарской области были вновь подтверждены. На том же озере Аксор С. А. Чикин, А. В. Убаськин и А. Г. Минаков обнаружили гнездовую колонию этого вида из 20 гнездящихся пар на площади в 100 м2, на 20 пар взрослых приходилось 38 пуховых птенцов.
Первые достоверные находки реликтовой чайки на озере Барун-Торей Забайкальского края относятся к весне 1963 года, а их колония была обнаружена в 1967 году, однако этот вид был неправильно идентифицирован как буроголовая чайка. В настоящее время данная колония не существует, так как озеро Барун-Торей к 2007—2009 году полностью пересохло. Бродячие особи регулярно встречаются в гнездовое время в Монголии. Их отмечали на озере Таацын-Цаган-Нур в Долине озёр.
В начале 1990-х годов зарегистрировано гнездование этого вида на плато Ордос во Внутренней Монголии в Китае. Там обнаружено две больших колонии: на озере Таолимиао-Алашань-нур (Taolimiao-Alashan Nur) — до 1300 гнёзд в 1993 году и на озере Аубаи-нур (Aubai Nur) — 624 гнезда в 1991 году.
По данным китайских орнитологов размножаются на озере Канба-нур в уезде Канбао провинции Хэбэй. Последние годы численность там растет,  и достигла 7000 особей, что составляет 60% от общего числа реликтовых чаек в мире.

### Миграции и зимовки
Не гнездящиеся птицы мигрируют на зимовку в Японию, Южную Корею и Вьетнам.

## Местообитания
Гнездовые колонии реликтовой чайки находятся на высоте ниже 1 500 м в сухих степях, а также в песчаных дюнах, на солёных озёрах с непостоянным уровнем воды. Для успешного гнездования реликтовой чайки необходимы влажные и тёплые погодные условия, а также огромные территории.

## Образ жизни
Реликтовая чайка гнездится в колониях, обычно на маленьких островах больших озёр. Период инкубации продолжается с раннего мая до раннего июля. Количество яиц в кладке от 1 до 4. Реликтовая чайка откладывает впервые яйца в возрасте 3 лет. Питается беспозвоночными, из них 90 % составляют личинки комаров, мальками рыб и растениями. В Монголии изредка охотится на полёвку Брандта (Microtus brandti).

## Угрозы
Реликтовая чайка долго была известна только по типовому экземпляру, которого добыли в 1929 году в западной Гоби на территории Китая.
Обводнённость озёр в районе гнездования вида, погодные условия в сезон размножения: холодные, дождливые сезоны неблагоприятны для выведения потомства. Преследование и конкуренция с другими видами чаек, а также бури с градом и наводнения ведут к высокой смертности среди птенцов и к сокращению продуктивности данного вида.
Фактор беспокойства со стороны человека способствовал высокой смертности птенцов в России, Казахстане и Китае и привёл к тому, что особенно гнездовым колониям угрожают плохая погода, преследования и оставление гнёзд. Таолимиао-Алашань-нур (Taolimiao-Alashan Nur), одна из основных гнездовых колоний в Китае, находится под угрозой из-за туристических проектов.
МСОП относит реликтовую чайку в категорию «Уязвимые виды» и оценивает популяцию половозрелых птиц от 10 000 до 20 000 особей, при общей численности популяции 15 000—30 000 особей.